# 코니와 칼라
《코니와 칼라》(영어: Connie and Carla)는 2004년 개봉한 미국의 코미디 영화이다.

## 출연진
- 니아 바달로스
- 토니 콜렛
- 데이비드 듀코브니
- 스티븐 스피넬라
- 대시 마이혹
- 로버트 존 버크
- 닉 샌다우
- 보리스 맥가이버
- 앨릭 마파
- 이언 고메즈
- 체일라 호스돌
- 데비 레이놀즈
- 그레그 그런버그

## 같이 보기
- 드래그 퀸